# 保羅·克雷格·羅伯茲
保羅·克雷格·羅伯茲（英語：Paul Craig Roberts，1939年4月3日—）是美國經濟學家、記者、作家和政治人物，為供給經濟學的代表人物之一。曾在1981年至1982年間擔任美國財政部主管經濟政策的助理部長。

## 生平
在喬治亞州亞特蘭大出生。畢業於喬治亞理工學院。早年曾在維吉尼亞理工學院、新墨西哥大學、史丹佛大學、杜蘭大學和喬治城大學任教。
羅伯茲曾先後擔任聯邦眾議員傑克·肯普和聯邦參議員奧林·哈奇的經濟顧問。1981年至1982年，擔任美國財政部主管經濟政策的助理部長。還曾擔任過戰略與國際研究中心研究員，《華爾街日報》社論版副主編和專欄撰稿人。

## 榮譽
- 1981年，獲美國財政部傑出服務獎（Service Award）[4]。
- 2015年，獲墨西哥新聞俱樂部（英语：Club de Periodistas de Mexico）頒發的國際政治分析新聞獎[5]。
- 2017年，獲馬奎斯世界名人錄終身成就獎[6][7]。

## 外部連結
- 官方网站 （英文）
- 保羅·克雷格·羅伯茲在互联网电影资料库（IMDb）上的資料（英文）
- C-SPAN內的頁面（英文）